# Polskie Towarzystwo Nadciśnienia Tętniczego
Polskie Towarzystwo Nadciśnienia Tętniczego, PTNT – stowarzyszenie medyczne zajmujące się problemami dotyczącymi patofizjologii, rozpoznawania i leczenia nadciśnienia tętniczego, a także upowszechnianiem wiedzy na ten temat i przeprowadzaniem szkoleń.
Powstało w 1987 roku. Jest członkiem Międzynarodowego Towarzystwa Nadciśnienia Tętniczego (International Society of Hypertension) oraz Światowej Ligi Nadciśnieniowej (World Hypertension League).
W skład jej struktury wchodzi 10 oddziałów terenowych (Bydgoszcz, Gdańsk, Kraków, Lublin, Łódź, Poznań, Radom, Szczecin, Warszawa, Wrocław).
Prezesem towarzystwa jest prof. dr hab. med. Aleksander Prejbisz, funkcję prezesa honorowego pełni prof. dr hab. n. med. Włodzimierz Januszewicz.
Towarzystwo od czerwca 1997 roku wydaje dwumiesięcznik Arterial Hypertension, będący jego oficjalnym pismem.